# جزیره کونه
جزیرهٔ کونه (به آلبانیایی: Ishulli i Kunës) جزیره‌ای است که در نزدیکی ساحل آلبانی در دریای آدریاتیک جای گرفته‌است. جزیره در دلتای رودخانهٔ درین نزدیک شهر لژه در فاصلهٔ ۱٫۵ کیلومتری از ساحل قرار گرفته‌است و مساحتی برابر با ۱٫۳ کیلومتر مربع دارد. پوشش گیاهی این جزیره گسترده‌است برای نمونه می توان از جنگل‌های بید مجنون، درختچه‌های مدیترانه‌ای و زبان گنجشگ یاد کرد.
زندگی جانوری هم در این جزیره به گستردگی پوشش گیاهی آن است. این جزیرهٔ زیستگاه نزدیک به هفتاد گونه پرنده، بیست و دو گونه خزنده، شش گونه دوزیست و بیست و سه گونه پستاندار است.
در نزدیکی این منطقه ساحل تیل و کونه جای دارد که هم نام جزیره‌است.